# Atrium Tower
L'Atrium Tower (chiamato in precedenza Debis-Haus) è un edificio utilizzato per ospitare uffici situato nei pressi della Potsdamer Platz a Berlino nel quartiere di Tiergarten.
Con 106 metri di altezza, è il quinto grattacielo più alto e il decimo edificio più alto della città.
L'edificio fu costruito dalla Daimler-Benz tra il 1993 e il 1997 su progetto di Renzo Piano come quartier generale della filiale della Daimler-Benz e, insieme ad altri edifici costruiti nello stesso stile, formò il cosiddetto Quartier Daimler. Dopo la ristrutturazione e la trasformazione del gruppo Daimler nella Daimler AG, l'edificio è stato il quartier generale della Daimler Financial Services fino al 2013. Successivamente l'edificio è stato ulteriormente sviluppato e poi ribattezzato con l'attuale nome Atrium Tower.